# Girolamo Bernerio
Girolamo Bernerio o Bernieri (Correggio, 14 novembre 1540 – Roma, 5 agosto 1611) è stato un cardinale italiano, nominato da papa Sisto V.

## Biografia
Nasce a Correggio, dove risulta battezzato nella chiesa di San Quirino il 29 dicembre 1540, figlio di Pietro e di Antonia Doria, imparentato con i cardinali Scipione Cobelluzzi, Francesco Cennini de' Salamandri e Desiderio Scaglia.

### Formazione e ministero sacerdotale
Appartenente all'ordine domenicano, fu Inquisitore a Genova ma mancano i dati relativi alla sua ordinazione sacerdotale.

### Ministero episcopale e cardinalato
Fu nominato vescovo di Ascoli Piceno il 22 agosto 1586. Tenne due sinodi diocesani e almeno una visita pastorale.
Papa Sisto V lo elevò al rango di cardinale nel concistoro del 16 novembre 1586 col titolo di San Tommaso in Parione e fu ascritto alla Congregazione del Santo Uffizio. Fu nominato, insieme al cardinale Bellarmino, assistente del cardinale Mandruzzi presidente della congregazione "De auxiliis", istituita da papa Clemente VIII per risolvere la diatriba teologica tra tomisti e molinisti; disputa che era insorta in quel periodo e che si protrarrà per alcuni decenni all'interno della Chiesa cattolica. Rientrò nel novero dei papabili nel conclave del 1605 che elesse papa Leone XI, ma la sua non fu mai una candidatura con reali speranze dato che all'inizio del conclave risultava tra gli espressamente sgraditi a Enrico IV di Francia ed anche la fazione spagnola non lo riteneva il candidato migliore per soddisfare la corona iberica.
Morì a Roma il 5 agosto 1611.
La sua città natale gli ha intitolato una strada in centro storico ("via Girolamo Bernieri"), dove sorgeva il convento che lui stesso contribuì a creare, oggi sede del Convitto Nazionale "Rinaldo Corso".

## Genealogia episcopale e successione apostolica
La genealogia episcopale è:
- Cardinale Scipione Rebiba
- Cardinale Giulio Antonio Santori
- Cardinale Girolamo Bernerio, O.P.

La successione apostolica è:
- Cardinale Costanzo Torri, O.F.M.Conv. (1587)
- Vescovo Thaddeus O'Farrell (MacEoga), O.P. (1587)
- Vescovo Vincenzo Serafino (1588)
- Vescovo Tommaso Malatesta, O.P. (1589)
- Cardinale Michele Bonelli, O.P. (1591)
- Arcivescovo Aurelio Novarini, O.F.M.Conv. (1591)
- Vescovo Ascanio Libertano (1591)
- Vescovo Giovanni Antonio Onorati (1591)
- Vescovo Settimio Borsari (1591)
- Vescovo Claudio Rangoni (1593)
- Vescovo Tullio del Carretto (1594)
- Vescovo Claudio Rangoni (1596)
- Vescovo Lorenzo Prezzato (1601)
- Vescovo Paolo Isaresi della Mirandola, O.P. (1601)
- Vescovo Eustache Fontana, O.P. (1602)
- Vescovo Giovanni Desideri (1603)
- Vescovo Bernardino Pallantieri, O.F.M.Conv. (1603)
- Vescovo Giovanni Domenico d'Ettore (1604)
- Vescovo Angelo Baroni, O.P. (1604)
- Arcivescovo Galeazzo Sanvitale (1604)
- Arcivescovo Azarias Friton, O.P. (1604)
- Vescovo Marco Giustiniani, O.P. (1604)
- Vescovo Marzio Andreucci (1604)
- Vescovo Giorgio Lazzari, O.P. (1604)
- Vescovo Paolo Manara, O.P. (1604)
- Vescovo Francesco Pendasio (1605)
- Vescovo Francesco Simonetta (1606)
- Vescovo Giulio Sansedoni (1606)
- Arcivescovo Diego Álvarez, O.P. (1607)
- Arcivescovo François-Etienne Dulci, O.P. (1609)
- Vescovo Stefano de Vicari, O.P. (1610)